# C.E. With
Carl Edward With (født 14. december 1826 på Frederiksberg, død 13. juni 1898 i København) var en dansk læge. 
Efter at have været frivillig i krigen 1848-50 tog With medicinsk embedseksamen 1852, var reservelæge på Almindeligt Hospital 1854-57 og blev 1858 dr. med. Efter konkurrence blev han 1862 lektor i medicinsk klinik og overmedikus ved Frederiks Hospital, 1864 ordentlig professor, fra hvilken stilling han tog afsked 1896. With var en ejendommelig personlighed, en udmærket klinisk lærer, der nød en ubetinget tillid hos sine talrige elever. Hans videnskabelige arbejder er ikke mange, men navnlig et par af dem - om blindtarmsbetændelse (1879 og 1889) - var dygtige og i en årrække af den største betydning for den nævnte sygdoms behandling i Danmark.